# 方遠宜
方遠宜（1484年—？年），字伯時，號𦯉莊（上艹下伯）（又作号藍莊），直隸徽州府歙縣（今安徽省歙縣）人，明朝政治人物。

## 生平
治《詩經》，行五，正德五年（1510年）庚午科應天府鄉試第一百十名舉人，年四十歲中式嘉靖二年（1523年）癸未科會試第二十名，第三甲第一百六十八名進士。授直隶吴桥县知县，調浙江青田县知县，嘉靖七年十一月选授山东道試御史，八年五月實授，十年巡按陕西，十二年巡按山东，升江西按察司佥事，十八年升湖广布政司右参议，二十年四月請開海運，被斥责。二十三年（1544年）以陝西副使分巡河西。

## 家族
曾祖方道泰。祖父方植。父方壽饒。母吴氏；继母孫氏。永感下。兄遠守、遠宏、弟遠宣、远富、遠寯、遠容。